# Sixt de Borbó
Sixt Enric de Borbó Parma i Borbó-Busset (Pau, Gascunya, el 22 de juliol de 1940) és un polític 
francès, líder a Espanya de la ultradretana Comunió Tradicionalista, la qual rebutja obertament el Concili Vaticà II des dels plantejaments cismàtics de Marcel Lefebvre. D'acord amb els seus partidaris, Sixto Enrique és «Duc d'Aranjuez, Infant d'Espanya, Príncep de Parma i de Plasència, Regent de la Comunió Tradicionalista i Banderer de la Tradició».

## Biografia
És el fill segon de Francesc Xavier de Borbó i Parma (pretendent al tron d'una de les branques del carlisme, llavors com a regente, i més tard com rei) i de Magdalena de Borbó-Busset. Va estudiar en diversos col·legis religiosos, a França i al Quebec, completant la seva formació posteriorment amb estudis de Dret, llengües clàssiques i modernes i finances.
Sota el nom fals d'Enrique Aranjuez, el 1965 es va allistar en el terç Gran Capità, 1º de la Legió. El 2 de maig d'aquell any va jurar bandera, però en descobrir-se la seva identitat va ser expulsat de la Legió i d'Espanya.
Després de la cessió de la direcció dinàstica del partit el 1972 del seu pare al seu germà Carles Hug, les seves divergències es van accentuar, sobretot a causa de l'evolució ideològica del Partit Carlí liderat pel seu germà cap al socialisme autogestionari. Finalment, els sectors tradicionalistes del carlisme propers a Sixt, dirigits per Raimundo de Miguel, es van separar. La ruptura es va fer pública mitjançant una carta dirigida per Sixt al seu germà, el 22 de setembre de 1975, en què l'acusava de trair els ideals carlins. Una publicació del Partit Carlí afirma que encara que va aconseguir adhesions al País Valencià i a Andalusia, va fracassar a Navarra. No obstant, José Arturo Márquez de Prado, que va organitzar l'operació, afirmà anys després en una entrevista que, tot i que el suport navarrès a Sixt Enric havia estat minoritari, havien rebut el suport de molts carlins d'Estella, Mañeru, Viana, Oteiza de la Solana, Puente la Reina i de la família Baleztena. Segons Márquez de Prado, importants famílies tradicionalistes del País Basc, Galícia, Navarra, Catalunya, País Valencià, Andalusia i Madrid també van anar amb Sixt a Montejurra.
En la primavera de 1976, en el romiatge de Montejurra, un heterogeni grup «sixtí», compost per membres d'una nova Comunió Tradicionalista, la Germanor d'Excombatents, Unió Nacional Espanyola i Fuerza Nueva, acompanyats de pistolers ultradretans espanyols, argentins, italians i francesos, va agredir als militants del Partit Carlí, resultant morts dos partidaris de Carles Hug. L'any següent dels incidents es va ratificar el suport majoritari del Partit Carlí a Carles Hug.

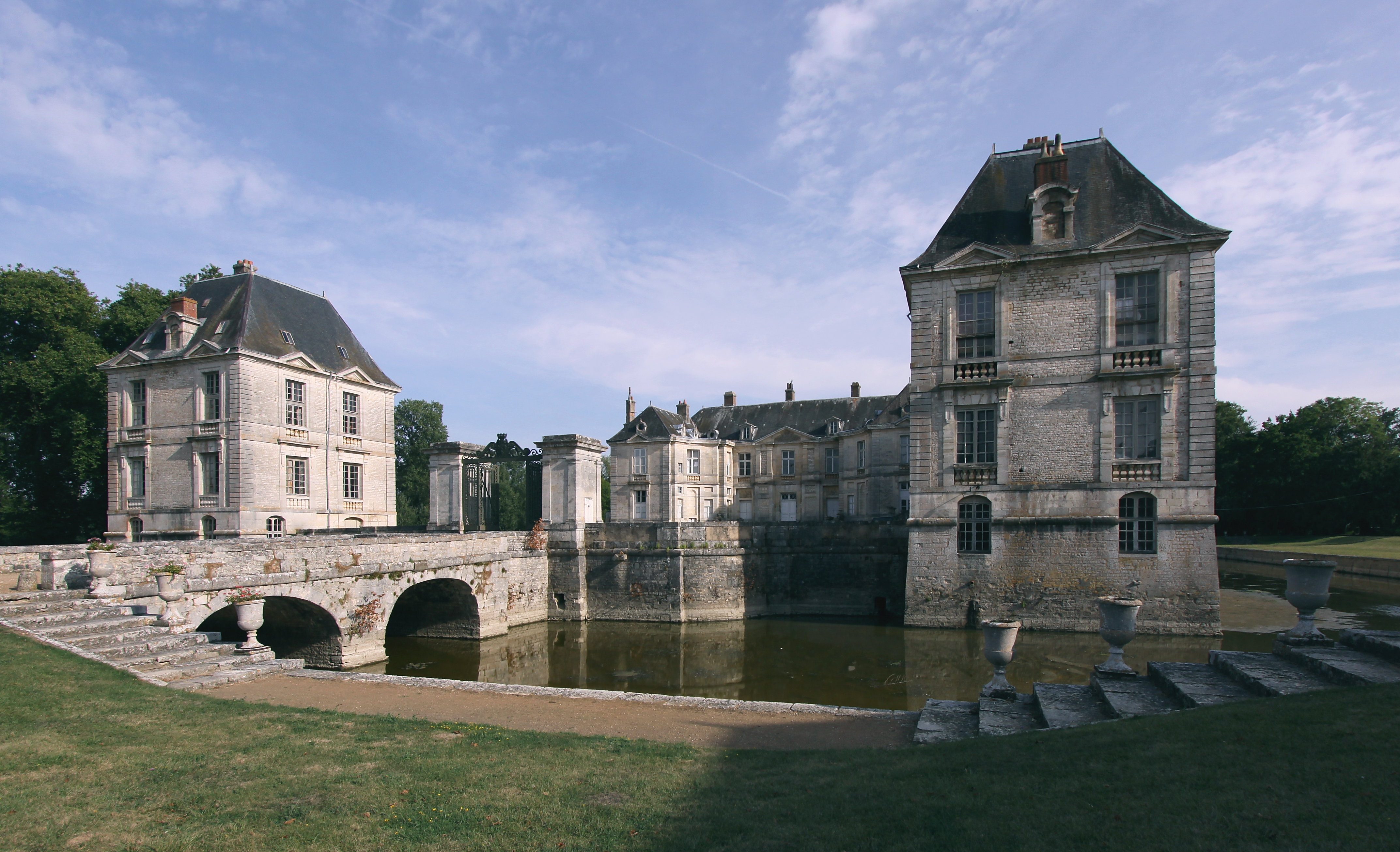
Castell de Lignières, lloc de residència actual.

 Un cop iniciat el procejo judicial dels fets de Montejurra, el jutjat d'Estella va emetre un requeriment de crida i cerca contra Sixt. No obstant això, l'endemà Manuel Fraga com a Ministre de Governació en comptes de lliurar-lo a la Justícia el expulsaria d'Espanya.
Al març de 1977 va anunciar a la premsa properes accions legals contra el seu germà Carles Hug.
El 25 de juny de 1977, a l'església de San Jerónimo el Real a Madrid, va participar en un funeral pel seu pare, comptant amb un permís especial de Govern per entrar a Espanya. En representació del rei Joan Carles va assistir al funeral el duc de Calàbria, qui va ocupar un setial al peu del presbiteri en el costat de l'Evangeli. Al davant, al costat de l'Epístola, van ocupar sengles setials la vídua del finat, Magdalena de Borbó, duquessa de Parma, i els seus fills, Sixt Enric i María Francisca El Partit Carlí denunciaria la seva presència a Madrid davant del jutge de guàrdia i demanaria que es prenguessin mesures perquè fos aplicat el requeriment del jutjat d'Estella. Però novament Sixt abandonaria Espanya sense declarar al jutjat.
Els sixtins no van aconseguir unificar sota el lideratge de Sixt a la Comunió Tradicionalista (1975) tots els grups carlins tradicionalistes anteriorment separats de Don Xavier, com era el cas de la Regència Nacional i Carlista d'Estella, la Germandat Nacional del Maestrat i Unió Nacional Espanyola. L'any 1977 encara es va fundar un altre grup, la Comunió Catòlico Monàrquica. Posteriorment hi va haver tensions internes i el 1980 Raimundo de Miguel manifestaria que Sixt Enric «no és rei, ni regent, ni hereu». Finalment al maig de 1981, a El Escorial, va ser celebrada una assemblea de 63 tradicionalistes descontents amb Sixt Enric «per tractar sobre la acefàlia de la Comunió Tradicionalista del moment i la manca d'autoritat legítima». La pèrdua d'importància de les preferències dinàstiques per als partidaris de Sixt Enric afavoriria posteriorment la confluència el 1986 dels diferents grups tradicionalistes en la Comunió Tradicionalista Carlista.
El 1981 va ser assenyalat per Diario 16 com «instigador de la Internacional Feixista».
Pel gener de 2001, Sixt va sofrir un greu accident d'automòbil a l'Argentina. Aquest mateix any va llançar una proclama per a la reagrupació dels seus simpatitzants, a conseqüència de la qual es va afirmar que es reactivava la Comunió Tradicionalista, al marge de la Comunió Tradicionalista Carlista, i es va reorganitzar una Secretaria Política, dirigida per Rafael Gambra i, després de la seva mort, per Miguel Ayuso. Des de llavors, Sixt no ha aparegut massa en la vida pública. En una carta l'any 2002 va mostrar el seu suport al líder ultradretà francès Jean-Marie Le Pen. En una altra, es va oposar, infructuosament, al desig de Carles Hug de cedir els fons de l'arxiu carlí de la família Borbó Parma a l'Arxiu Històric Nacional. També va participar en un acte a Madrid contra la Constitució Europea, i el 2006 va dirigir una carta a Benet XVI amb motiu de la seva visita a Espanya.
Les seves germanes li han demanat diversos cops als tribunals una part de la quantiosa herència que Sixt va rebre de la seva mare de manera desproporcionada.
Actualment resideix al Castell de Lignières (França), encara que es desplaça sovint a diversos països de parla hispana.